# Ramphotyphlops multilineatus
Ramphotyphlops multilineatus — вид змій родини сліпунів (Typhlopidae). Ендемік Індонезії.

## Поширення і екологія
Ramphotyphlops multilineatus поширені на заході Нової Гвінеї, зокрема на півострові Доберай, а також на сусідньому острові Салаваті та на островах Кай в архіпелазі Молуккських островів.